# Awaté jezik
Awaté jezik  (Asurini of Xingu, Asuriní de Koatinema, Asurini do Xingú, Awaeté; ISO 639-3: asn), jezik porodice tupí-Guaraní kojim govori oko 110 ljudi (2002 ISA) iz indijanskog plemena Asuriní do Xingú u blizimi Altamire na Rio Piçava u brazilskoj državi Pará. 
Pripada užoj skupini jezika Kayabi-Arawete. Različit je od jezika Asurini (Akwaya) [asu].

## Vanjske poveznice
- Ethnologue (14th)
- Ethnologue (15th)